# Мауріціо Кагель
Мауріціо Кагель (нім. Mauricio Kagel) (24 грудня 1931, Буенос-Айрес — 18 вересня 2008, Кельн) — німецько-аргентинський композитор. Один із творців інструментального театру.

## Життєвий шлях
Мауріціо Кагель походив із єврейської родини із російсько-німецьким корінням. Першу музичну науку отримав від батька, а його першим вчителем із фортепіано був Vincenzo Scaramuzza. Мауріціо також брав приватні науки зі співу, диригування, віолончелі, органу, але в сфері компонування музики був самоуком. В університеті Буенос-Айреса він вивчав філософію та історію літератури; серед його університеських учителів був Хорхе Луїс Борхес.
У віці 16 років Кагель приєднується до «Agrupacion Nueva Musica» в своєму рідному місті. У 1950 році стає співзасновником «Cinémathèque Argentine», а 1954 року засновує оркестр «Colon Teatre». В 1950-х починає компонувати та здійснює невдалу спробу створити студію електронної музики. Стає одним з редактором журналу «Nueva Vision» (Кагель відповідає за кінематографічну тематику й фотографію) та музичним консультантом в університеті.
1957 року, завдяки ґранту DAAD, їде до Кельна, де знайомиться, зокрема, із Карлгайнцем Штокгаузеном. 1958 року стає одним із засновників Кельнського ансамбль нової музики (нім. Kölner Ensemble für Neue Musik). З 1960 по 1966 роки викладає на Дармштадських курсах нової музики (згодом також в 1972—76 роках). В 1968 році головує Скандинавськими курсами нової музики (нім. Skandinavische Kurse für Neue Musik) у Гетеборзі. У 1969 році — директор Інституту нової музики при Рейнській вищій школі музики в Кельні. З 1969 до 1975 року є директором Кельнських курсів нової музики (перед ним цю посаду займав Штокгаузен). Викладав композицію в Університеті штату Нью-Йорк в Буффало (1964—65), Кіноакадемії в Берліні (1967). Працював у електронних музичних студіях Кельна, Берліна та Утрехта.
Багато подорожував, зокрема на Середній Схід, Південну Америку, США, Канаду.

## Творчість
Значне місце у творах Мауріціо Кагеля займає елемент іронії, парадоксу, абсурду. Музику цього композитора зараховують до авангардного напрямку. В своїх ранніх творах «Sexteto de cuerdas» (струнний секстет), «Anagrama й Transición 2» Кагель вдається до серійноподібної техніки, при тому вимагаючи від виконавця перебільшено точного виконання, тим самим піддаючи певній критиці можливість формального контролю.
Починаючи із «Sonant» (1960) для гітари, арфи, контрабаса й ударних, Кагель втілює у своїх творах концепцію інструментального театру, згідно з якою виконавці на інструментах одночасно відіграють роль акторів. Наступний твір Кагеля, що належить до цієї катерогії, «Екзотика» (1972), вимагає гри на неєвропейських музичних інструментах, з тією умовою, що виконавці повинні не знати прийомів гри на цих інструментах, і прямо під час виконання пристосовуватись до них.
У творі «Речитатіварії» (1965—1972) виконавець на клавесині одночасно грає й співає, при тому стоячи перед інструментом на колінах. За основу вокальної партії взято текст німецького лютеранського теолога Пауля Герхарда (тексти цього автора використовує Йоганн Себастьян Бах у своїх хоралах), інструментальної партії — алюзії й цитати з Баха та 13-го Ноктюрна Фридерика Шопена. При тому до складів тексту застосовується медот додекафонної серії. Композитор так висловився про цей твір: «І все ж моя акустична теологія розташована по той бік кпину. Мова тут іде не про сарказм, а про лінвістично-семантичному аналізі наших зв'язків із вірою.» (цит. за ).
У «Матчі» (1965) беруть участь два віолончелісти, що сидять на сцені навпроти один одного, й ударник, що розташований поміж ними. Віолончелісти музичними й акторськими засобами зображують змагання між собою, а ударник виконує роль судді. На рік пізніше, в 1966 Кагель зняв фільм «Матч», де показав свій погляд на сценічну реалізацію твору. Тривалість твору — близько 19 хвилин.
Твір «Pas de cinq» (1965) є музикою хореографії: звук тут видобувається завдяки руху акторів по підлозі з неоднорідним покриттям, що дає звуки різної природи.
Твір «Акустика» (1970) передбачає від 2 до 5 виконавців та 4-канальний запис електронної музики на магнітнофонній плівці. Тут немає класичних музичних інструментів, натомість виконавці грають на різноманітних шумових інструментах. Партитура твору — це близько 200 карточок, на яких подані інструкції виконавцям; при тому порядок виконання не фіксований. Композитор зазначає: «<…> ця свобода, попри те, вимагає ідеального опанування [виконавцями] тексту i контексту. Тому-то виконавці досягають чогось більшого, ніж просто виконання своїх партії, оскільки вони взаємно впливають на гру один одного, наче вони є для себе ж публікою». Елекртонну доріжку композитор реалізував у Кельнській студії електронної музики при Західнонімецькому Радіо звимку 1969 року. Крім генерованих електронно звучань, вона включає також звуки інструментального та вокального походження. Також тут чути голос Альфреда Фейснера (Alfred Feussner) та Вільяма Пірсона (Willam Pearson).
Перша опера Кагеля «Staatstheater» (1967–1970) є, як стверджував композитор, «не лише протилежністю до опери, але й цілої традиції музичного театру». В цій опері солісти співають хором, учасники хору співають сольні номери, що накладаються один на одного, танцюють не-танцюристи. Проте твір зберігає рух від анархії й хаосу до порядку, тобто завершується опера поверненням балансу.
Твір «Зігфрід» (1971) для віолончеліста вимагає від виконавця як гри на інструменті, так і активного використання голосового апарату (від співу до зітхань, крику, схлипувань). Ноти твору — це ряд таблиць на 75 аркушах. У творі «Фінал» (1981) диригент імітує апоплексичний удар, і під кінець твору падає «мертвим», після чого оркестр ще деякий час продовжує грати. До «Фіналу» Кагель включає цитати із П'ятої симфонії Бетховена, французьких шансонів початку XX сторіччя та теми Dies irae. Пізній твір композитора «Мистецтво шуму» (1995) теж сповнений сценічної дії. Двоє виконавців, один в білому вбранні, інший — у чорному, обоє босі; один із них — ударник, інший — просто актор, «асистент», який допомагає ударнику із його музично-акторськими функціями, передаючи йому потрібні інструменти, переставляючи інструменти на сцені, листаючи партитуру. Обоє виконавців то танцюють, то виконують акробатичні номери; ударник ще й насвистує мелодію з фіналу Дев'ятої симфонії Бетховена.
Ораторія «Пасіон за св. Бахом» (Sankt-Bach-Passion, 1981—5) є своєрідним музичним знаком поваги Кагеля до Баха, і не містить яскравих асурдистських тенденцій; цей твір є прикладом часткового повернення Кагеля до традиційної тональної музичної парадигми.
Деякі із творів Кагеля є суто візуальними (себто повністю переходять із музичної в театральну площину), як то «Pas de cinq» чи «Die Himmelsmechanik».
Кагель створював також аудіовізуальні твори, мистецькі фільми, зокрема «Solo» та «Duo», в які Кагель включає музику Дітера Шнебеля (нім. Dieter Schnebel), а також фільми, в основі яких лежать власні твори Кагеля «Алелуя» та «Людвіг Ван».